# Marianneum

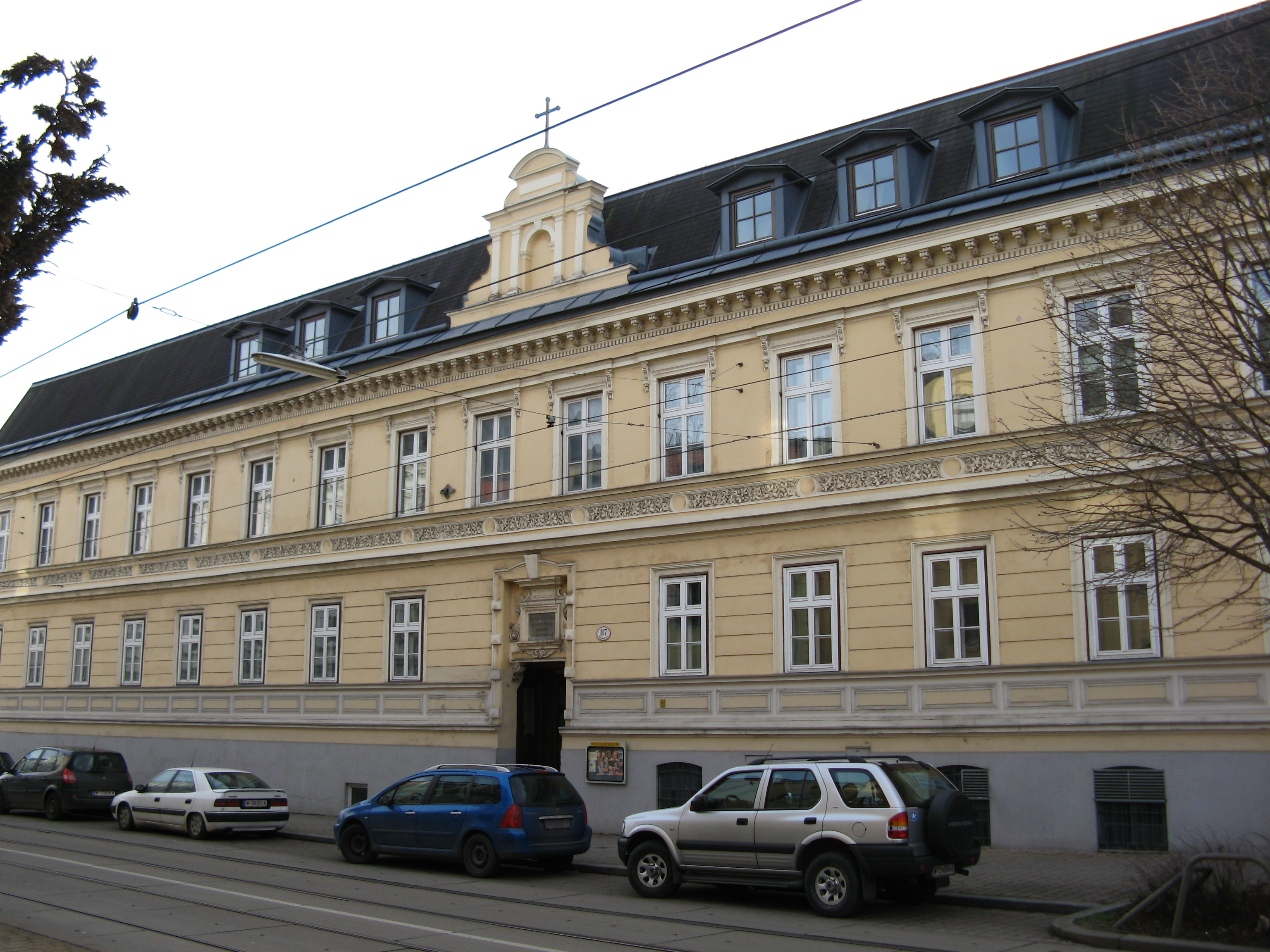
Marianneum

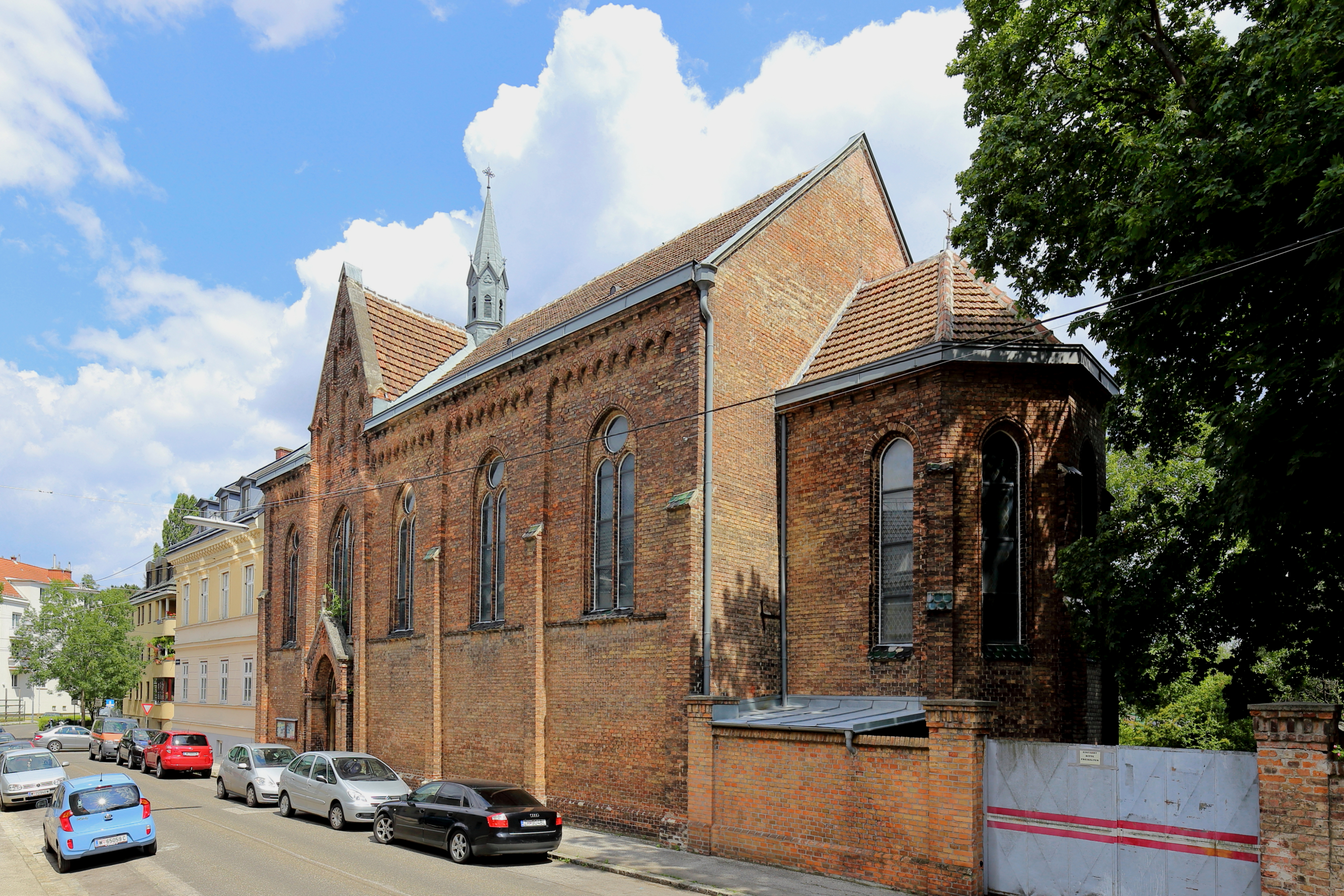
Klosterkirche in der Boërgasse

Das Marianneum war ein Exerzitien- und Bildungshaus der Lazaristen mit angeschlossener römisch-katholischer Kirche im Bezirksteil Hetzendorf des 12. Wiener Gemeindebezirkes Meidling (Hetzendorfer Straße 117). Es wurde von den Lazaristen verkauft und wird ab 2019 zu einem Wohnhaus umgestaltet. Der Garten soll bestehen bleiben.

## Geschichte
1882 wurde ein Verein zum schuldenfreien Ausbau einer Erziehungsanstalt für arme Mädchen in Hetzendorf gegründet, der ein Grundstück erwarb und dieses den Schwestern vom hl. Vinzenz von Paul übergab. Die Schwestern errichteten dort ein Kinderasyl, dem sie den aus Maria und Anna zusammengesetzten Namen Marianneum gaben, und eine Klosterkirche, die der hl. Familie geweiht ist. Am 17. August 1888 erhielt die Kirche das Öffentlichkeitsrecht. 1918 übernahmen schließlich die Lazaristen das Marianneum und installierten hier ein Juvenat (Knabenseminar). Später wurde daraus ein Mutter-Kind-Heim und ein Seniorenheim, ehe es seit 1988 als Exerzitien- und Bildungshaus dient. In diesem Jahr wurde auch die Kirche renoviert und ursprüngliche Wandmalereien wiederhergestellt.

## Baubeschreibung
Die Klosterkapelle des Marianneums befindet sich in der Boërgasse 1, während das Gebäude des Bildungshauses in der Hetzendorfer Straße 117 an der Ecke zur Boërgasse liegt. Die Kapelle wurde im Geiste des Wiener Dombaumeisters Friedrich von Schmidt vom Architekten Ludwig Zatzka geplant. Sie ist im neugotischen Stil als Rohziegelbau konzipiert und bemerkenswert durch den Umstand, dass sie auch im Inneren noch in ihrer ursprünglichen Gestalt erhalten ist.
Die Kirche liegt mit ihrer fünfachsigen Fassade entlang der Straße, das Spitzbogenportal wird von einem Wimperg überhöht. Darüber befindet sich ein Dachreiter. Im Inneren bietet die Kirche das Bild eines nach Süden ausgerichteten Saalraumes mit eingezogenem zweijochigem Chor und Orgelempore auf Pfeilerarkaden. Der Triumphbogen ist mit der Darstellung eines monumentalen Weltgerichtes vom Bruder des Architekten, Hans Zatzka, aus dem Jahr 1887 ausgemalt.
Die Ausstattung ist einheitlich neugotisch und stammt aus der Bauzeit. Am Hochaltar befinden sich die Figuren von Joachim und Anna mit Maria, daneben die Heiligen Josef und Vinzenz von Paul. Weitere Darstellungen in der Kirche zeigen Maria Immaculata und andere Heilige.